# U-751
| U-751 | U-751 | U-751 |
| --- | --- | --- |
| | | |
| | | |
| Уражений внаслідок атаки британського літака «Вітлі» U-751 у Біскайській затоці неподалік від іспанського мису Ортегаль. 17 липня 1942 | | |
| Під прапором | Третій Рейх | Третій Рейх |
| Спуск на воду | 16 листопада 1940 року | 16 листопада 1940 року |
| Виведений зі складу флоту | 31 січня 1941 року | 31 січня 1941 року |
| Сучасний статус | 17 липня 1942 року потоплений атакою британських літаків «Вітлі» та «Ланкастер» неподалік від іспанського мису Ортегаль             | 17 липня 1942 року потоплений атакою британських літаків «Вітлі» та «Ланкастер» неподалік від іспанського мису Ортегаль             |
| Проєкт | | |
| Тип ПЧ | Торпедний ДПЧ | Торпедний ДПЧ |
| Розробник проєкту | Kriegsmarinewerft Wilhelmshaven, Вільгельмсгафен                                                                                    | Kriegsmarinewerft Wilhelmshaven, Вільгельмсгафен                                                                                    |
| Вартість | 4 439 000 ℛℳ | 4 439 000 ℛℳ |
| Основні характеристики | | |
| Швидкість (надводна) | 17,9 вузла | 17,9 вузла |
| Швидкість (підводна) | 8 вузлів | 8 вузлів |
| Робоча глибина занурення | 100 м | 100 м |
| Гранична глибина занурення | 220 м | 220 м |
| Автономність плавання | 8500 миль (15 700 км) на швидкості 10 вузлів (18,6 км/год) (надводна) 80 миль (150 км) на швидкості 4 вузли (7,4 км/год) (підводна) | 8500 миль (15 700 км) на швидкості 10 вузлів (18,6 км/год) (надводна) 80 миль (150 км) на швидкості 4 вузли (7,4 км/год) (підводна) |
| Екіпаж | 44—60 осіб | 44—60 осіб |
| Розміри | | |
| Довжина найбільша (по КВЛ) | 67,1 м | 67,1 м |
| Ширина корпусу найб. | 6,2 м | 6,2 м |
| Висота | 9,6 м | 9,6 м |
| Середня осадка (по КВЛ) | 4,74 м | 4,74 м |
| Водотоннажність надводна | 769 т | 769 т |
| Озброєння | | |
| Артилерія | 1 × 88-мм палубна гармата SK C/35                                                                                                   | 1 × 88-мм палубна гармата SK C/35                                                                                                   |
| Торпедно- мінне озброєння | 4 носових і один кормовий ТА 14 торпед або 26 мін TMA                                                                               | 4 носових і один кормовий ТА 14 торпед або 26 мін TMA                                                                               |
| ППО | 1 × 20-мм зенітна гармата FlaK 30/38                                                                                                | 1 × 20-мм зенітна гармата FlaK 30/38                                                                                                |

U-751 — німецький підводний човен типу VIIC, що входив до складу Військово-морських сил Третього Рейху за часів Другої світової війни. Закладений 2 січня 1940 року на верфі Kriegsmarinewerft Wilhelmshaven у Вільгельмсгафені. Спущений на воду 16 листопада 1940 року, а 31 січня 1941 року корабель увійшов до складу 7-ї навчальної флотилії ПЧ ВМС нацистської Німеччини. Єдиним командиром човна був капітан-лейтенант Гергард Бігальк.

## Історія служби
U-751 належав до німецьких підводних човнів типу VIIC, найчисленнішого типу субмарин Третього Рейху, яких випущено 703 одиниці. Службу проходив у складі 7-ї флотилії ПЧ Крігсмаріне. З лютого 1942 до травня 1943 року підводний човен здійснив сім бойових походів в Атлантичний океан, під час якого потопив 7 суден противника (21 412 GRT), один військовий корабель, британський ескортний авіаносець «Одасіті» (11 000 тонн) та пошкодив ще одне судно (8096 GRT).
17 липня 1942 року під час сьомого походу U-751 був виявлений та потоплений британськими бомбардувальниками «Вітлі» і «Ланкастер» неподалік від іспанського мису Ортегаль. Всі 48 членів екіпажу загинули.

## Перелік затоплених U-751 суден у бойових походах
| №                                                               | Дата           | Назва       | Тип                  | Належність      | Водотоннажність (брт) | Вантаж                                                  | Конвой        | Результат та координати                                                 | Наслідки атаки для екіпажу       | Прим.                                                               |
| --------------------------------------------------------------- | -------------- | ----------- | -------------------- | --------------- | --------------------- | ------------------------------------------------------- | ------------- | ----------------------------------------------------------------------- | -------------------------------- | ------------------------------------------------------------------- |
| Перший похід (3.06—5.07.1941, 33 доби; Кіль—Сен-Назер)          |                |             |                      |                 |                       |                                                         |               |                                                                         |                                  |                                                                     |
| 1                                                               | 14 червня 1941 | St. Lindsay | суховантажне судно   | Велика Британія | 5370                  | 3000 тонн генеральних вантажів                          | Конвой OG 64  | потоплено 47°51′ пн. ш. 38°25′ зх. д. / 47.850° пн. ш. 38.417° зх. д.   | 47 (усі загинули)                |                                                                     |
| Четвертий похід (16.12—26.12.1941, 11 діб; Сен-Назер—Сен-Назер) |                |             |                      |                 |                       |                                                         |               |                                                                         |                                  |                                                                     |
| 2                                                               | 21 грудня 1941 | «Одасіті»   | ескортний авіаносець | Велика Британія | 11 000                |                                                         | Конвой HG 76  | потоплений 43°45′ пн. ш. 19°54′ зх. д. / 43.750° пн. ш. 19.900° зх. д.  | 298 (73 загинули та 223 вціліли) | Переобладнаний із захопленого німецького суховантажу «MV Hannover». |
| П'ятий похід (14.01—23.02.1942, 41 доба; Сен-Назер—Сен-Назер)   |                |             |                      |                 |                       |                                                         |               |                                                                         |                                  |                                                                     |
| 3                                                               | 2 лютого 1942  | Corilla     | танкер               | Нідерланди      | 8096                  | 10500 тонн авіаційного палива                           | Конвой HX 173 | пошкоджений 44°49′ пн. ш. 61°37′ зх. д. / 44.817° пн. ш. 61.617° зх. д. | 64 (усі вціліли)                 |                                                                     |
| 4                                                               | 4 лютого 1942  | Silveray    | суховантажне судно   | Велика Британія | 4535                  | 2229 тонн генеральних вантажів                          | Конвой ON 55  | потоплено 43°54′ пн. ш. 64°16′ зх. д. / 43.900° пн. ш. 64.267° зх. д.   | 49 (8 загинуло, 41 вцілілий)     |                                                                     |
| 5                                                               | 7 лютого 1942  | Empire Sun  | КАТ судно            | Велика Британія | 6952                  | 9000 тонн зерна                                         |               | потоплено 43°55′ пн. ш. 64°22′ зх. д. / 43.917° пн. ш. 64.367° зх. д.   | 65 (11 загинуло, 54 вціліло)     |                                                                     |
| Шостий похід (15.04—15.06.1942, 62 доби; Сен-Назер—Сен-Назер)   |                |             |                      |                 |                       |                                                         |               |                                                                         |                                  |                                                                     |
| 6                                                               | 16 травня 1942 | Nicarao     | суховантажне судно   | США             | 1445                  | 500 тонн фруктів, бананів, кокосів та деревного вугілля |               | потоплено 25°20′ пн. ш. 74°19′ зх. д. / 25.333° пн. ш. 74.317° зх. д.   | 39 (8 загинуло, 31 вцілілий)     |                                                                     |
| 7                                                               | 19 травня 1942 | Isabela     | суховантажне судно   | США             | 3110                  | 1950 тонн генеральних вантажів та автомобілі на палубі  |               | потоплено 17°50′ пн. ш. 75°00′ зх. д. / 17.833° пн. ш. 75.000° зх. д.   | 37 (3 загинуло, 34 вціліло)      |                                                                     |
| Сьомий похід (14.07—17.07.1942, 4 доби; Сен-Назер—загибель)     |                |             |                      |                 |                       |                                                         |               |                                                                         |                                  |                                                                     |